# Albrecht II van Brandenburg
Albrecht II van Brandenburg (ca. 1175 - 25 februari 1220), was de jongste zoon van Otto I van Brandenburg en (vermoedelijk) zijn tweede vrouw Adelheid.
Na de dood van zijn vader in 1184 werd Albrecht benoemd tot graaf van Arneburg. Hij nam deel aan de Derde Kruistocht, na zijn thuiskomst in 1194 werd hij om onbekende redenen door zijn halfbroer Otto II gevangengezet. In 1198 was Albrecht aanwezig bij de oprichting van de Duitse Orde in Akko (stad).
In 1205 volgde hij Otto II op als markgraaf van Brandenburg. Albrecht zette het beleid van Otto I en Otto II door om Duitse boeren te vestigen in zijn van oorsprong Slavische gebieden. Na de moord op Filips van Zwaben koos Albrecht de partij van keizer Otto IV. Albrecht verwierf Teltow, Lenzen, Prignitz en Barnim, maar verloor de heerschappij over Pommeren.
Albrecht was in een hooglopend conflict verwikkeld met de aartsbisschop van Maagdenburg over de kerkelijke tienden. Da aartsbisschop maakte aanspraken op deze tienden in alle Brandenburgse gebieden. Albrecht vond dat de aartsbisschop geen rechten had in gebieden die op de heidenen waren veroverd, en door hem in cultuur moesten worden gebracht en moesten worden verdedigd. Albrecht begon onderhandelingen met paus Innocentius III om de kerk in de nieuwe gebieden rechtstreeks onder de paus te laten vallen. Pas in 1237 (dus ruim na Albrecht's dood) werd de kwestie opgelost: de aartsbisschop kreeg op hoofdlijnen zijn zin maar de markgraven kregen een schadevergoeding zolang hun geslacht zou bestaan.

## Familie
Albrecht is in 1205 gehuwd met Mathilde van de Lausnitz (ca. 1185 - Salzwedel, 1255), dochter van markgraaf Koenraad II van Landsberg en Elisabeth van Polen. Zij kregen de volgende kinderen:
- Mechtilde (ca. 1210 - 10 juni 1261), in 1228 gehuwd met hertog Otto I van Brunswijk
- Elisabeth, gehuwd met landgraaf Hendrik Raspe van Thüringen (1201-1247), tegenkoning van Duitsland
- Johan I
- Otto III

Aartsbisschop Albert van Maagdenburg trad op als regent voor de kinderen van Albrecht maar al in 1221 nam Mathilde deze functie over. Albrecht en Mathilde zijn begraven in Kloster Lehnin.
Albrecht's moeder wordt vaak geïdentificeerd als Ada, dochter van Floris III van Holland. Dit is chronologisch zeer onwaarschijnlijk. Vermoedelijk was Ada getrouwd met Albrecht's halfbroer Otto II.

## Voorouders
| Voorouders van Albrecht II van Brandenburg | Voorouders van Albrecht II van Brandenburg                        | Voorouders van Albrecht II van Brandenburg                        | Voorouders van Albrecht II van Brandenburg                        | Voorouders van Albrecht II van Brandenburg                        | Voorouders van Albrecht II van Brandenburg        | Voorouders van Albrecht II van Brandenburg        | Voorouders van Albrecht II van Brandenburg        | Voorouders van Albrecht II van Brandenburg        |
| ------------------------------------------ | ----------------------------------------------------------------- | ----------------------------------------------------------------- | ----------------------------------------------------------------- | ----------------------------------------------------------------- | ------------------------------------------------- | ------------------------------------------------- | ------------------------------------------------- | ------------------------------------------------- |
| Overgrootouders                            | Otto van Ballenstedt (1065-1123) ∞ Eilika van Saksen (~1081-1142) | Otto van Ballenstedt (1065-1123) ∞ Eilika van Saksen (~1081-1142) | Herman I van Winzenburg (1083-1138) ∞ Hedwig (~1095-1162)         | Herman I van Winzenburg (1083-1138) ∞ Hedwig (~1095-1162)         | ? (-) ∞ ? (-)                                     | ? (-) ∞ ? (-)                                     | ? (-) ∞ ? (-)                                     | ? (-) ∞ ? (-)                                     |
| Grootouders                                | Albrecht de Beer (1098-1170) ∞ Sophia van Winzenburg (~1105-1160) | Albrecht de Beer (1098-1170) ∞ Sophia van Winzenburg (~1105-1160) | Albrecht de Beer (1098-1170) ∞ Sophia van Winzenburg (~1105-1160) | Albrecht de Beer (1098-1170) ∞ Sophia van Winzenburg (~1105-1160) | ? (-) ∞ ? (-)                                     | ? (-) ∞ ? (-)                                     | ? (-) ∞ ? (-)                                     | ? (-) ∞ ? (-)                                     |
| Ouders                                     | Otto I van Brandenburg (1127-1184) ∞ Adelheid (-)                 | Otto I van Brandenburg (1127-1184) ∞ Adelheid (-)                 | Otto I van Brandenburg (1127-1184) ∞ Adelheid (-)                 | Otto I van Brandenburg (1127-1184) ∞ Adelheid (-)                 | Otto I van Brandenburg (1127-1184) ∞ Adelheid (-) | Otto I van Brandenburg (1127-1184) ∞ Adelheid (-) | Otto I van Brandenburg (1127-1184) ∞ Adelheid (-) | Otto I van Brandenburg (1127-1184) ∞ Adelheid (-) |
| Albrecht II van Brandenburg (1175-1220)    |                                                                   |                                                                   |                                                                   |                                                                   |                                                   |                                                   |                                                   |                                                   |